# Tom Clancy's Rainbow Six: Rogue Spear
Tom Clancy's Rainbow Six: Rogue Spear es un videojuego de disparos táctico en primera persona desarrollado por Red Storm Entertainment, Ubisoft Milan y distribuido por Red Storm Entertainment. Es la secuela del juego Tom Clancy's Rainbow Six basado en la novela de Tom Clancy. 
Rogue Spear se concentra en el realismo, la planificación, la estrategia y el trabajo en equipo. Su fecha de lanzamiento fue el 31 de agosto de 1999 para la versión Windows, pero posteriormente se desarrolló para Mac OS, PlayStation,], Game Boy Advance y Dreamcast.

## Argumento
El juego se centra en 1991 tras el colapso de la Unión Soviética. La mafia rusa tiene como objetivo comerciar con plutonio para crear armas nucleares y venderlas a los terroristas. La unidad Rainbow tendrá que detener a los miembros de la mafia rusa y a los traficantes de armas para evitar un desastre nuclear.

## Recepción
Rogue Spear ha recibido críticas positivas para la versión Windows por parte de GameRankings, dándole una puntuación de 85%.